# Дајанкур
Дајанкур (фр. Daillancourt) насеље је и општина у североисточној Француској у региону Шампањ-Арден, у департману Горња Марна која припада префектури Шомон.
По подацима из 2011. године у општини је живело 84 становника, а густина насељености је износила 10,62 становника/km². Општина се простире на површини од 7,91 km². Налази се на средњој надморској висини од 233 метара.

## Демографија
| 1962. | 1968. | 1975. | 1982. | 1990. | 1999. | 2011. |
| ----- | ----- | ----- | ----- | ----- | ----- | ----- |
| 42    | 61    | 62    | 59    | 67    | 85    | 84    |

График промене броја становника у току последњих година